# Kinitocelis
Kinitocelis (лат.) — род вымерших насекомых из семейства Tarachocelidae. Все 5 видов, относимых к роду, найдены в бирманском янтаре.

## История изучения
Род был описан в 2017 году Вольфрамом Меем, Вильфридом Вихардом, Патриком Мюллером и Бо Вангом. Изначально включал 3 вида, описанных по инклюзам бирманского янтаря, датируемого сеноманом позднемеловой эпохи.

## Описание

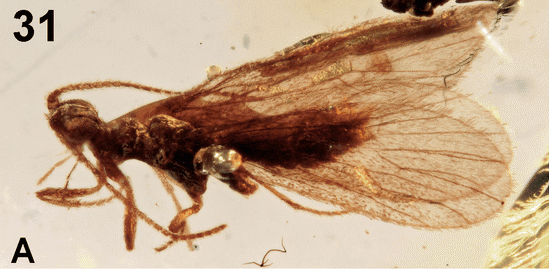
Kinitocelis brevicostata

Представители рода имеют длину тела от 2,5 до 4,3 мм и переднего крыла от 2,3 до 4,5 мм. У них удлинённая продолговатая голова с полусферическими глазами. Флагеллумы состоят из 20—26 бочкообразных, дугообразных элементов, покрытых чешуйками. Жвалы уменьшены до конических выростов. Обе пары крыльев прозрачные, без плечевых жилок и чешуек на медиальной и радиальной жилках, а передняя пара покрыта чешуйками гораздо плотнее, чем у Tarachocelis. Апикальный сектор посткубитальной жилки отсутствует. Ноги тонкие, длина базального членика почти равна длине остальных члеников лапки вместе взятых. Самцы имеют пару боковых придатков на пятом сегменте брюшка и короткие вальвы. У самок дорсальная часть последнего сегмента брюшка удлинена двумя овальными пластинками.

## Классификация
По данным сайта Paleobiology Database, на сентябрь 2021 года в род включают 5 вымерших видов:
- Kinitocelis brevicostata Mey, Wichard, Müller et Wang, 2017
- Kinitocelis divisonotata Mey, Wichard, Müller et Wang, 2017
- Kinitocelis hennigi Mey, Wichard, Müller et Wang, 2017
- Kinitocelis macroptera Mey et al., 2020
- Kinitocelis sparsella Mey et al., 2018